# Sebečice
Sebečice – gmina w Czechach, w powiecie Rokycany, w kraju pilzneńskim.
1 stycznia 2017 gminę zamieszkiwało 68 osób, a ich średni wiek wynosił 51,9 roku.